# Syllöda träsk
Syllöda träsk är en sjö i Saltviks kommun i Åland (Finland). Den ligger i den nordöstra delen av landskapet, 23 km nordost om huvudstaden Mariehamn. Syllöda träsk ligger 11 meter över havet. Den ligger på ön Fasta Åland. Syllöda träsk ligger vid sjön Sonrödd Träsk. Arean är 22,1 hektar och strandlinjen är 2,43 kilometer lång. Sjön  ingår i Skärgårdshavets kustområde, Åland. 